# Comitatul Monterey, California
Comitatul Monterey, conform originalului din engleză, Monterey County, este un comitat al statului american California, situat la Oceanul Pacific în partea sudică a Monterey Bay. Partea nordică a Golfului Monterey se găsește în Comitatul Santa Cruz. Conform rezultatelor recensământului din anul 2000, populația totală fusese de 401.762 locuitori. Sediul comitatului este orașul Salinas. Monterey County este memberu al unei agenții regionale de guvernare, Association of Monterey Bay Area Governments.
Coasta maritimă, incluzând Big Sur, State Route 1, respectiv 17 Mile Drive de pe Peninsula Monterey au făcut acest comitat faimos în întreaga lume. Orașul Monterey fusese capitala Californiei în timpul guvernării spaniole și mexicane.  Economia este mai ales bazată pe turism în regiunile de coastă și pe agricultură în valea râului Salinas. Majoritatea populației locuiește pe marginea nordică a coastei maritime și în Valea Salinas, în timp ce coasta sudică și regiunile interioare montane sunt aproape lipsite de prezență umană.

## Istoric
Monterey County a fost unul din comitatele originare ale statului California, creat în 1850, simultan cu data adoptării Californiei în Uniune. Părți din comitat au fost cedate în anul 1874 comitatului San Benito.
Numele comitatului derivă de la golful omonim, Monterey Bay, care, la răndul său fusese numit de Sebastián Vizcaíno în 1602 în onoarea Contelui de Monterrey, pe vremea acea viceregele coloniei spaniole din America Noua Spanie. Monterrey este o variație a numelui Monterrei, care este o municipalitate din regiunea Galicia a Spaniei, de unde atăt contele (în original, Conde de Monterrey) cât și tatăl său (Cel de-al patrulea conte de Monterrei) erau originali.

## Geografie

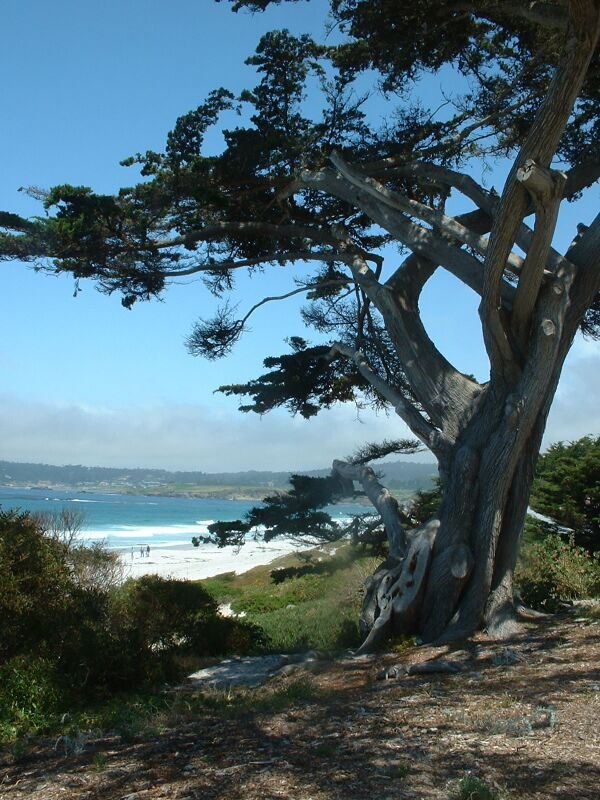
Carmel

Conform biroului de recensăminte al Statelor Unite, United States Census Bureau, comitatul are o suprafață totală de 9.767 km² (sau 3,771 square miles) dintre care 8.604 km²' (sau 3,322 square miles) reprezintă uscat, respectiv 1.163 km² (sau 449 square miles), adică 11.91% este apă. Comitatul este aproximativ 1,5 ori mai mare decât statul Delaware.

### Localități
- Carmel-by-the-Sea
- Del Rey Oaks
- Gonzales
- Greenfield
- King City
- Marina
- Monterey
- Pacific Grove
- Salinas
- Sand City
- Seaside
- Soledad

### Locuri desemnate pentru recensământ
- Aromas
- Boronda
- Bradley
- Carmel Valley Village
- Castroville
- Chualar

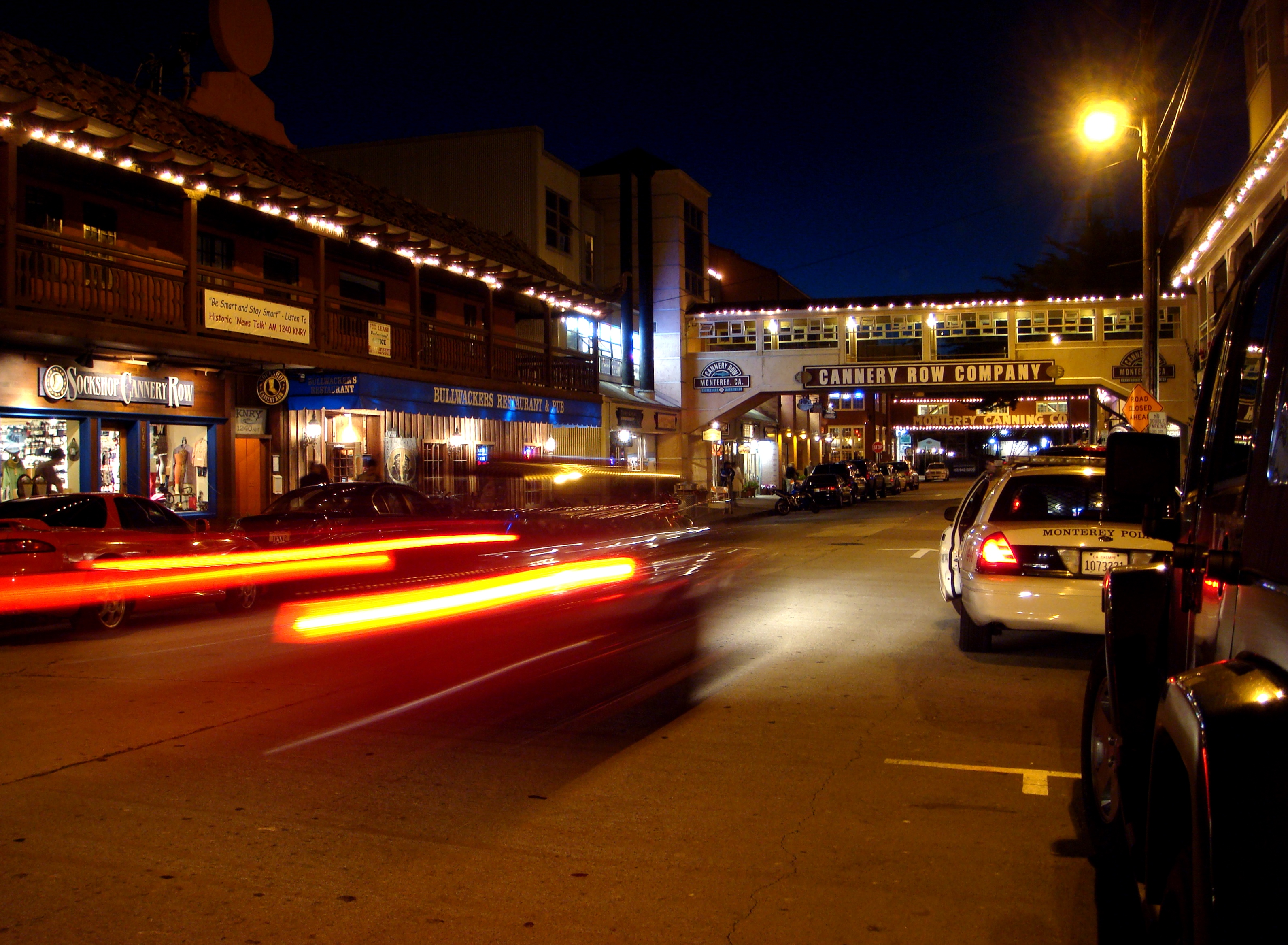
Cannery Row Monterey

- Del Monte Forest, include și comunitatea Pebble Beach
- Elkhorn
- Las Lomas
- Moss Landing
- Pajaro
- Prunedale
- San Ardo
- San Lucas
- Spreckels

### Alte localități neîncorporate

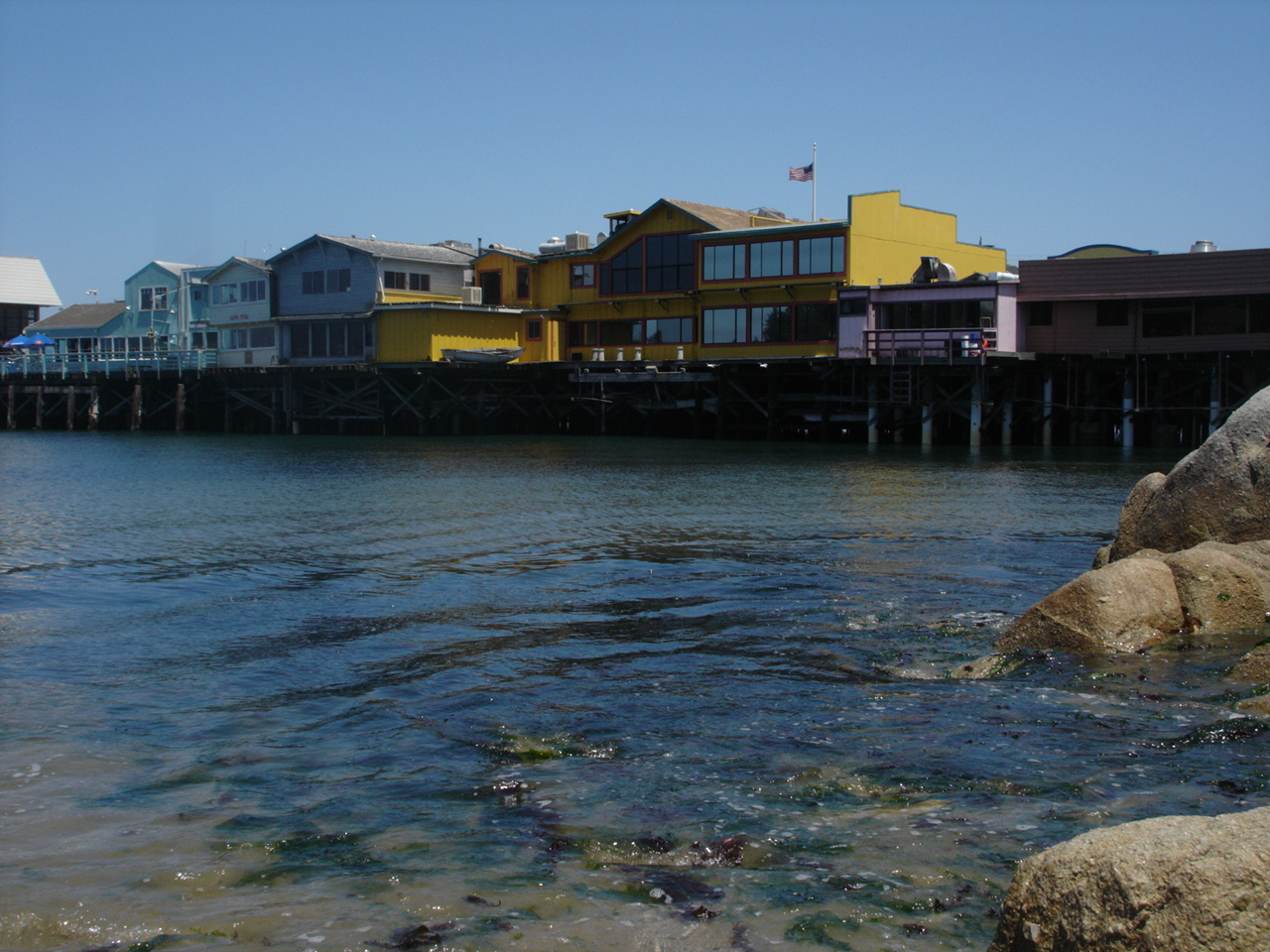
Fisherman's Wharf, Monterey.

- Carmel Highlands
- Jolon
- Lockwood
- Parkfield
- Pebble Beach

### Alte localități
- Big Sur include Lucia și Gorda
- Laguna Seca Ranch
- Fort Ord, dez-încorporată în anii 1990, parte a suprafeței localității a fost adăugată Universităţii statului California din Monterey Bay
- Naval Postgraduate School
- Fort Hunter Liggett
- Presidio of Monterey, locul unde ființează Defense Language Institute și una din cele trei presidio-uri din California
- Jacks Peak Park, incluzând punctul de maximă altitudine de pe Monterey Peninsula

### Comitate alăturate

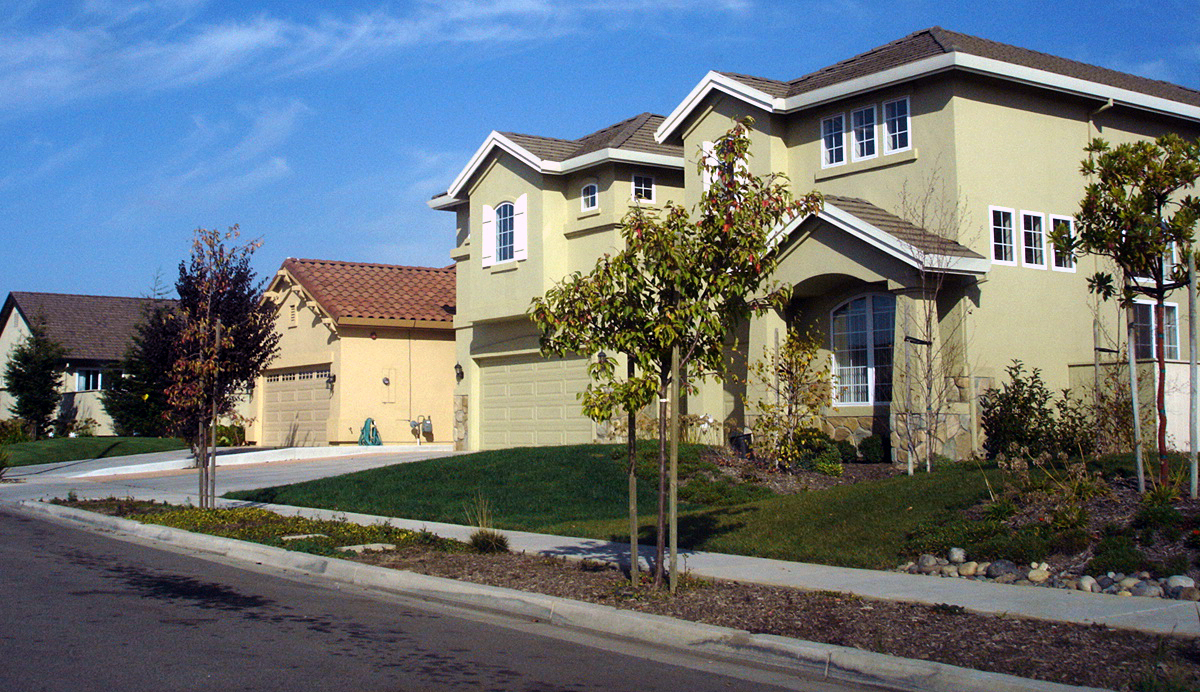
Zonă rezidenţială, Harden Ranch, Salinas

- Santa Cruz
- San Benito
- Fresno
- Kings
- San Luis Obispo
- Pacific
- Monterey

### Zone protejate național
- Los Padres National Forest (parțial)
- Pinnacles National Monument (parțial)
- Salinas River National Wildlife Refuge

## Transporturi

### Drumuri statale importante
- U.S. Route 101
- State Route 1
- State Route 68
- State Route 146
- State Route 156
- State Route 183
- State Route 198

### Transpot public
- Monterey County este deservit de trenurile Amtrak și de liniile de autobuz Greyhound.
- Monterey-Salinas Transit, cunoscut și ca MST furnizează serviciu de tranzit pentru cea mai mare partea comitatului Monterey, cu autobuze către Big Sur, King City, precum și în Monterey, Salinas și Carmel. MST are servicii extinse până în San Jose.

### Aeroporturi
- Monterey Peninsula Airport se găsește la est de City of Monterey
- Marina Municipal Airport se găsește localizat în orașul Marina

## Galerie de imagini

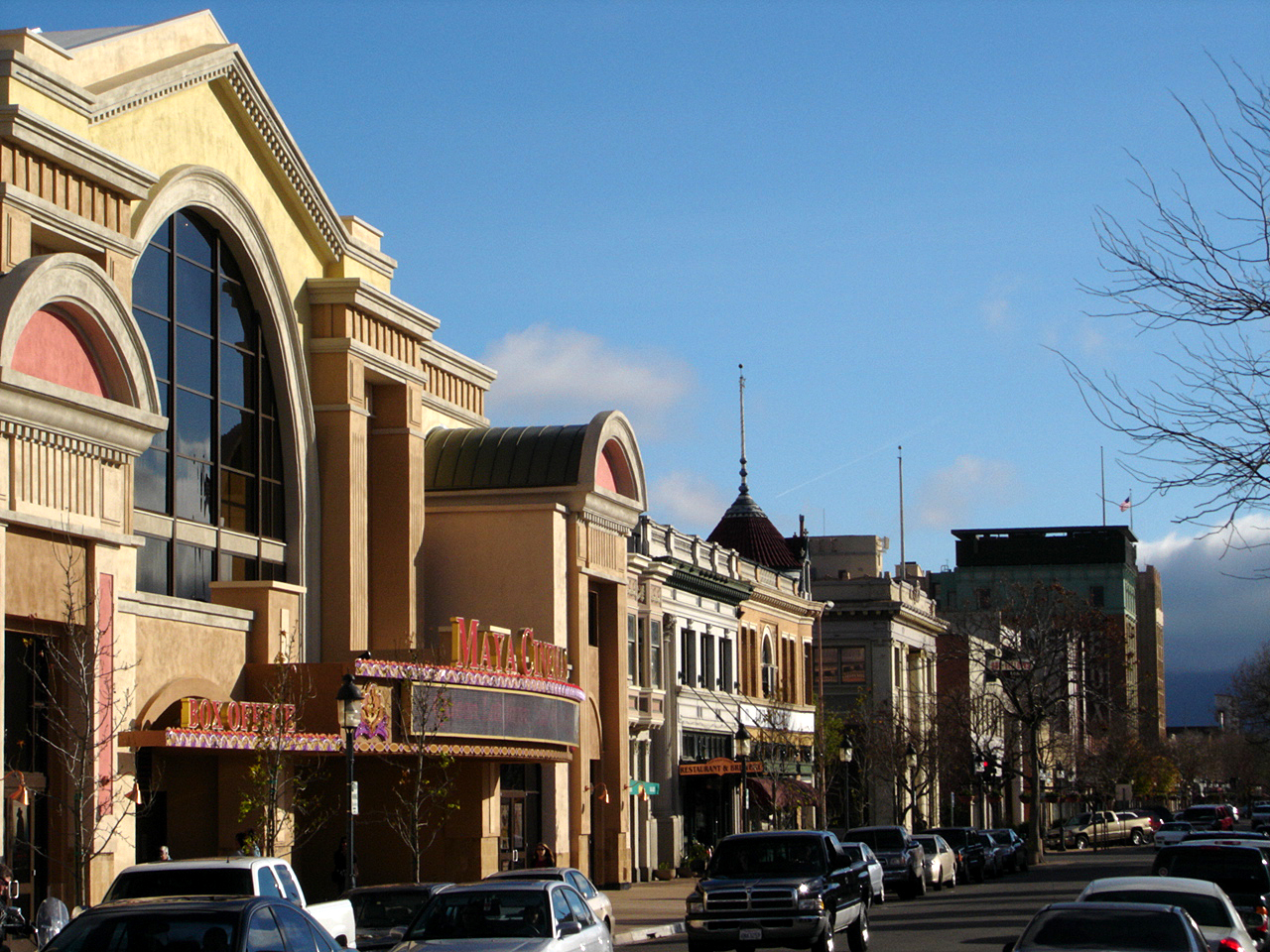
Downtown Salinas
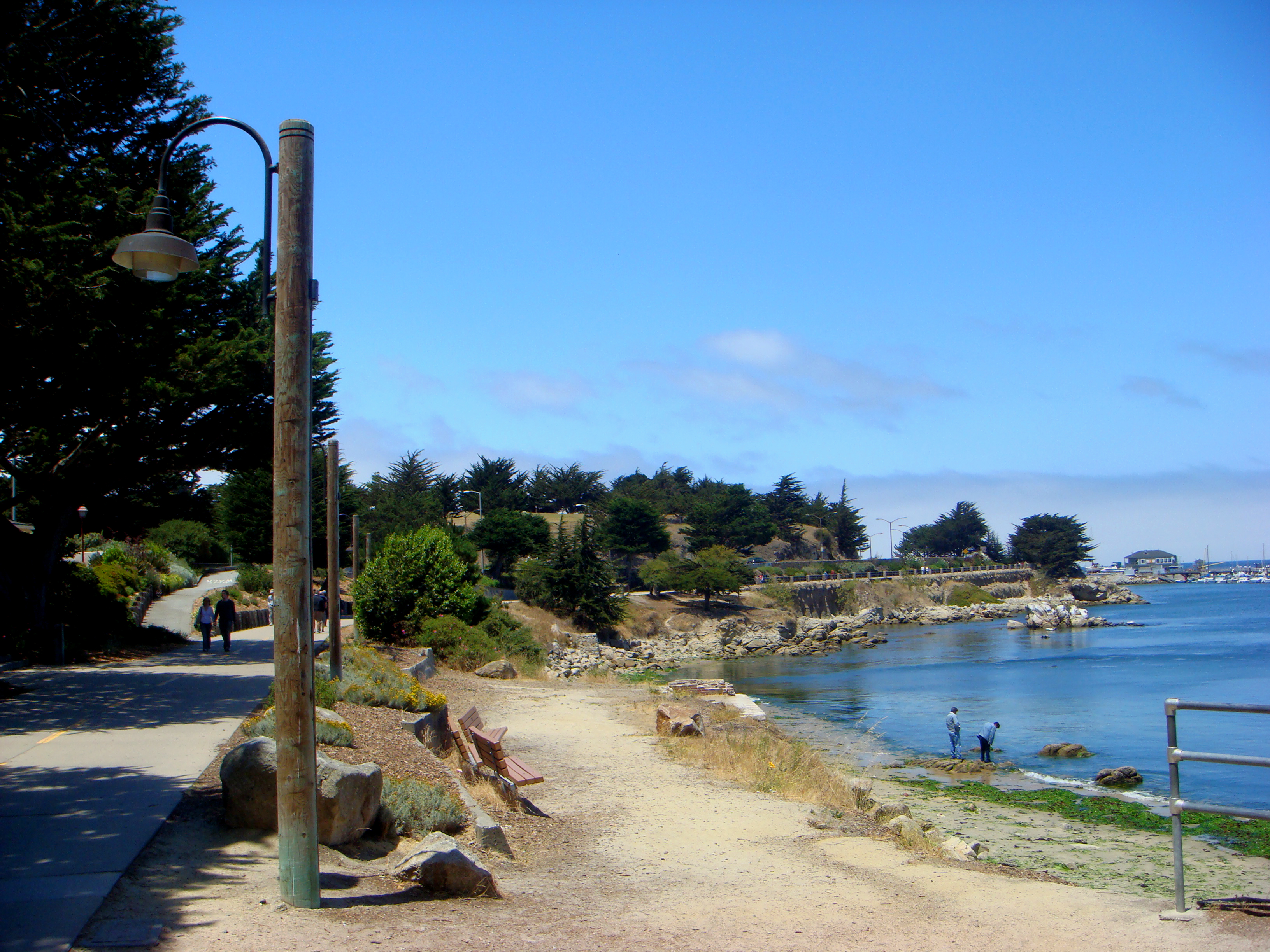
Plajă în Monterey
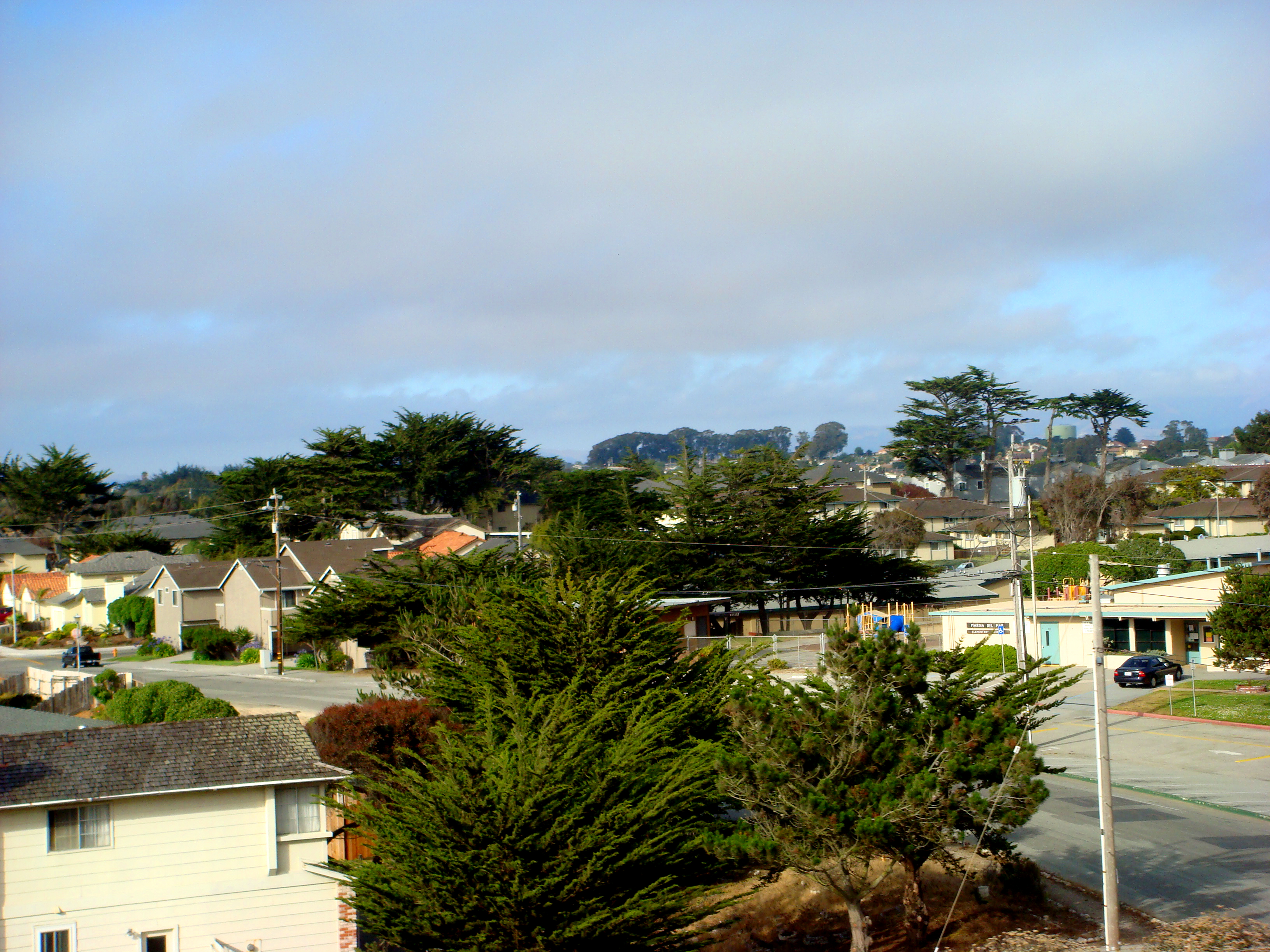
Cartier al localităţii Marina
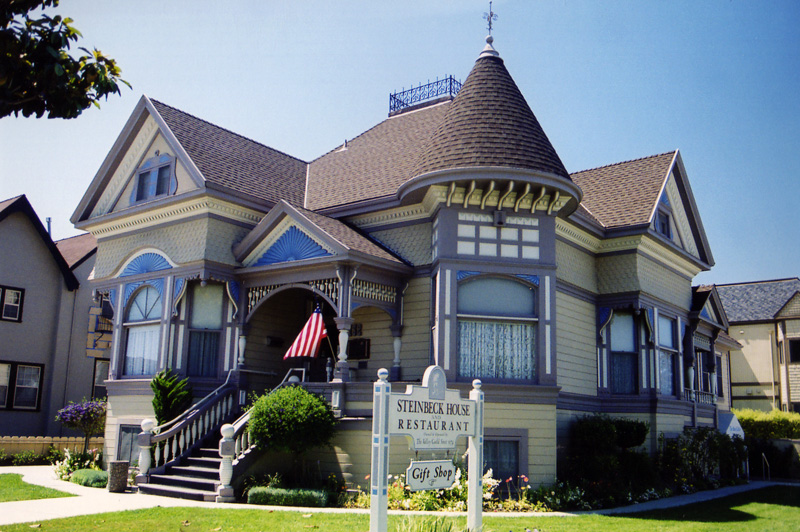
Fosta casă a lui John Steinbeck
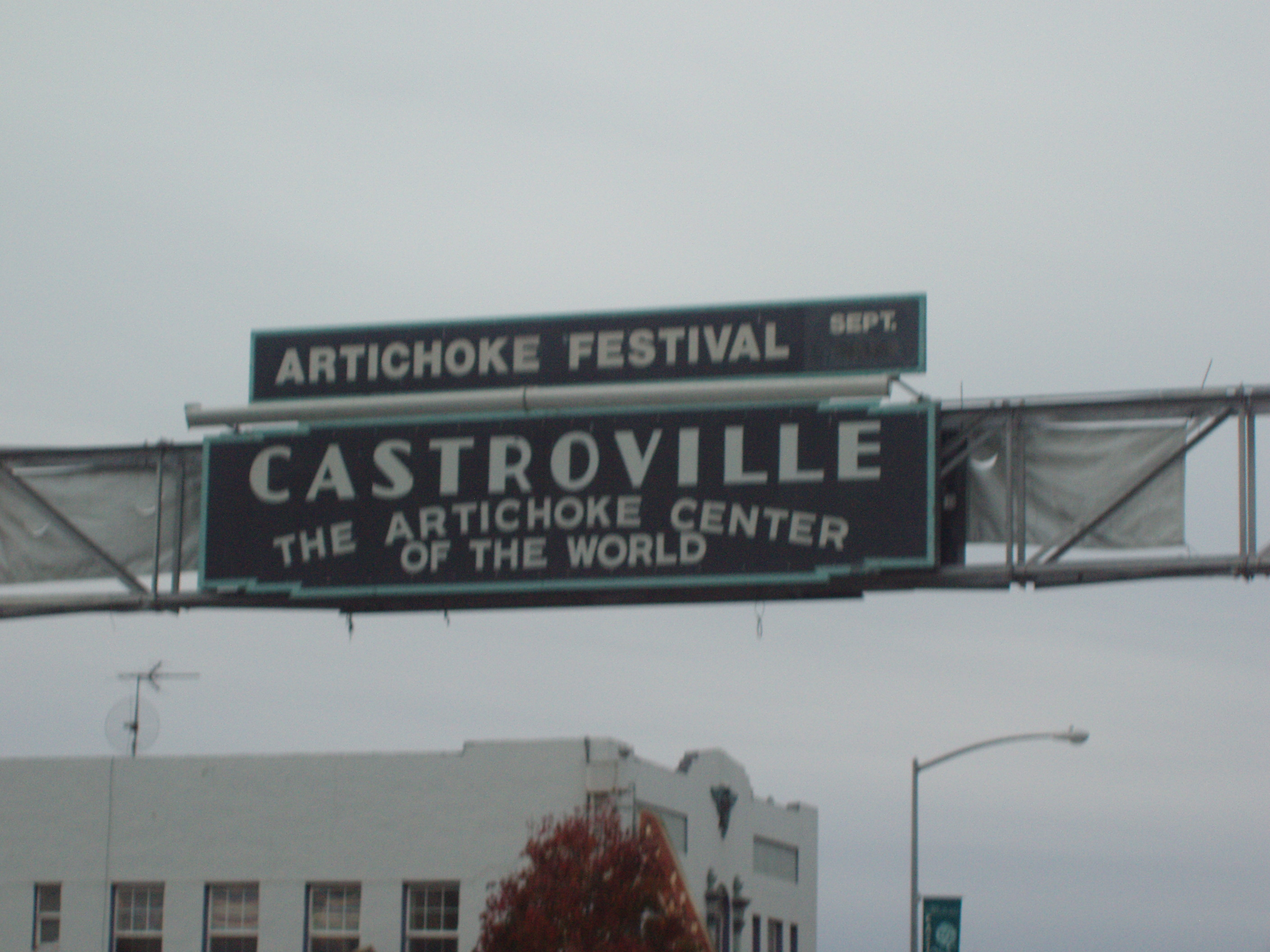
Intrare la Castroville
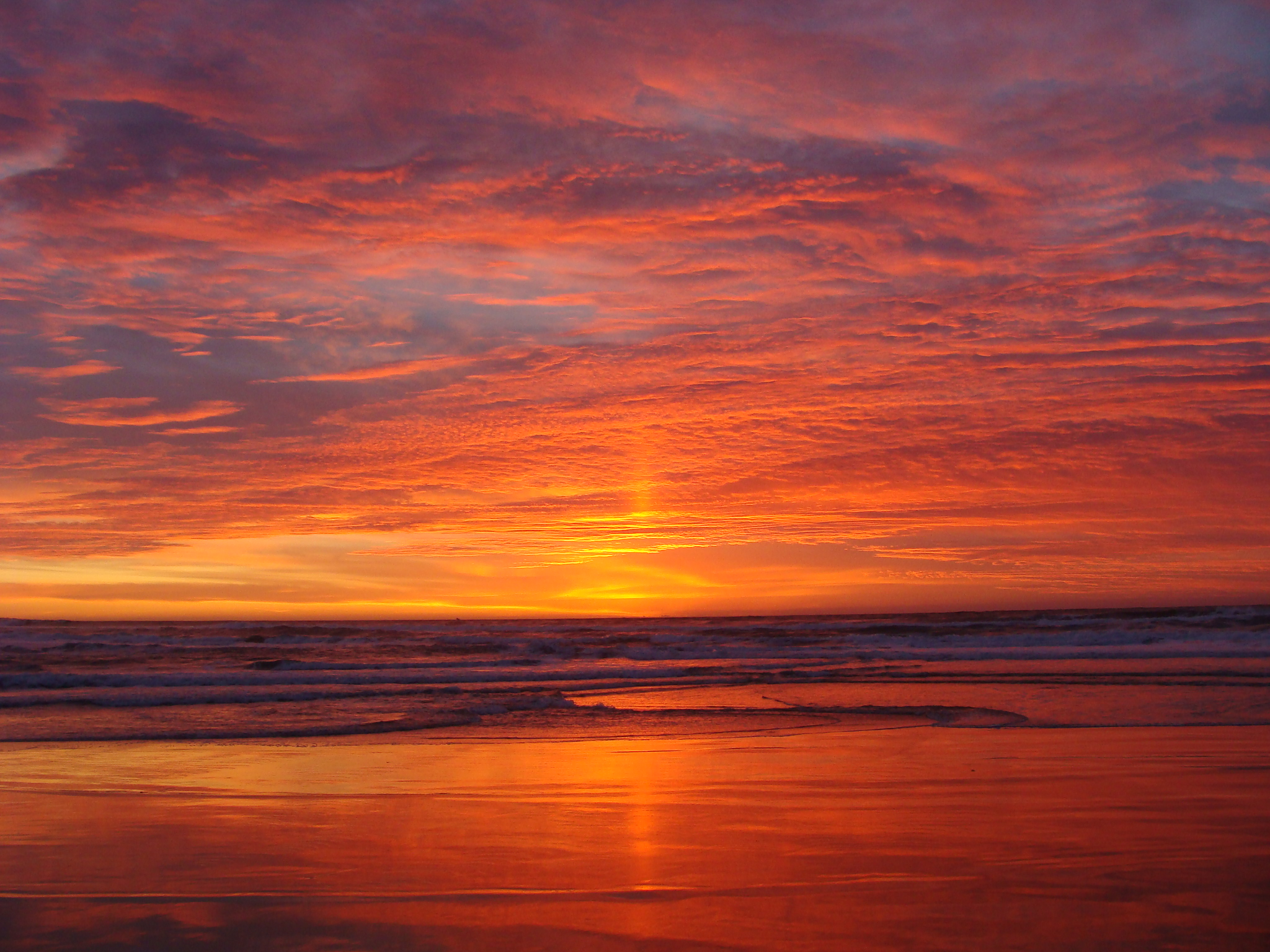
Apus de soare în Marina
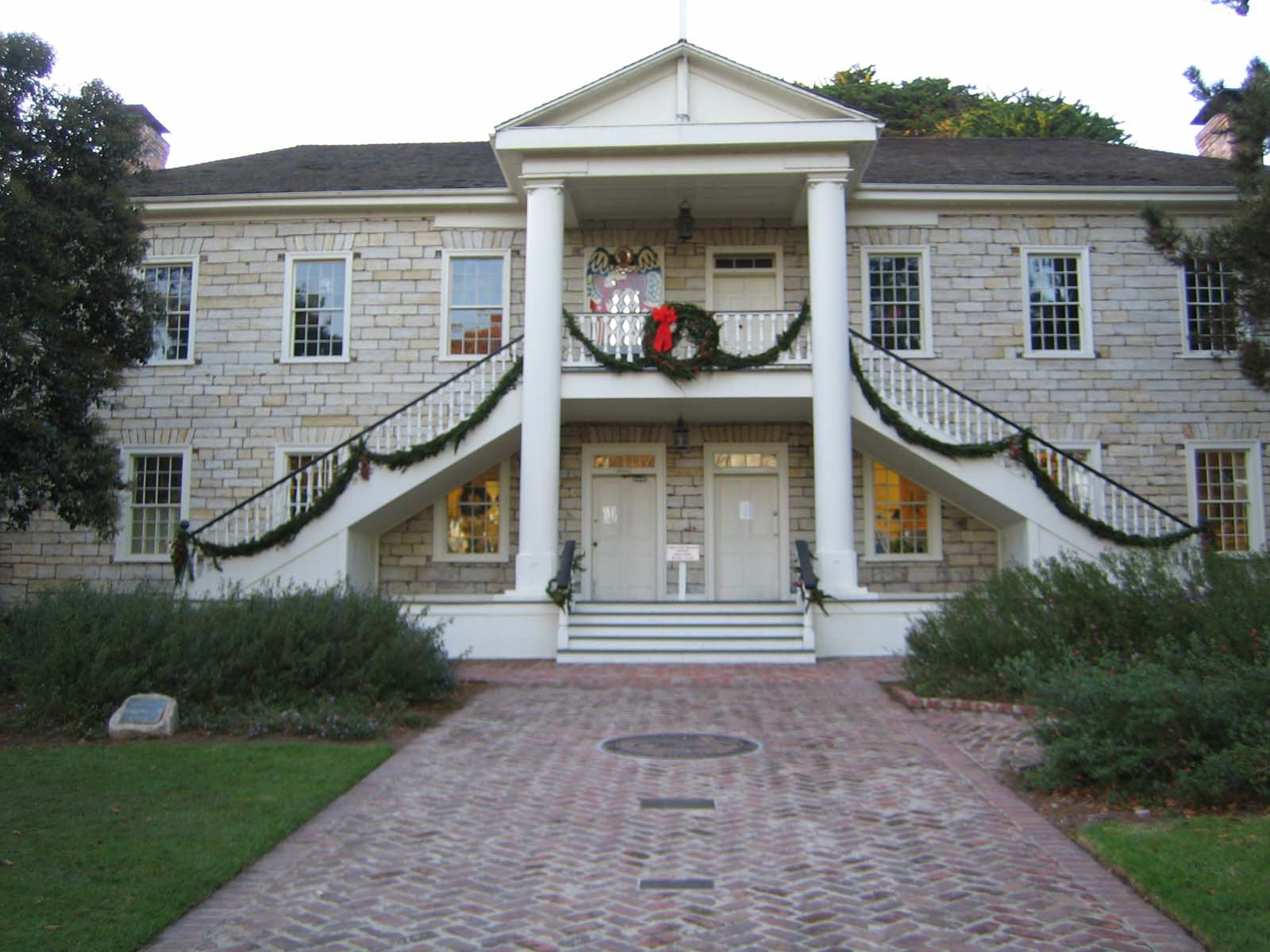
Colton Hall
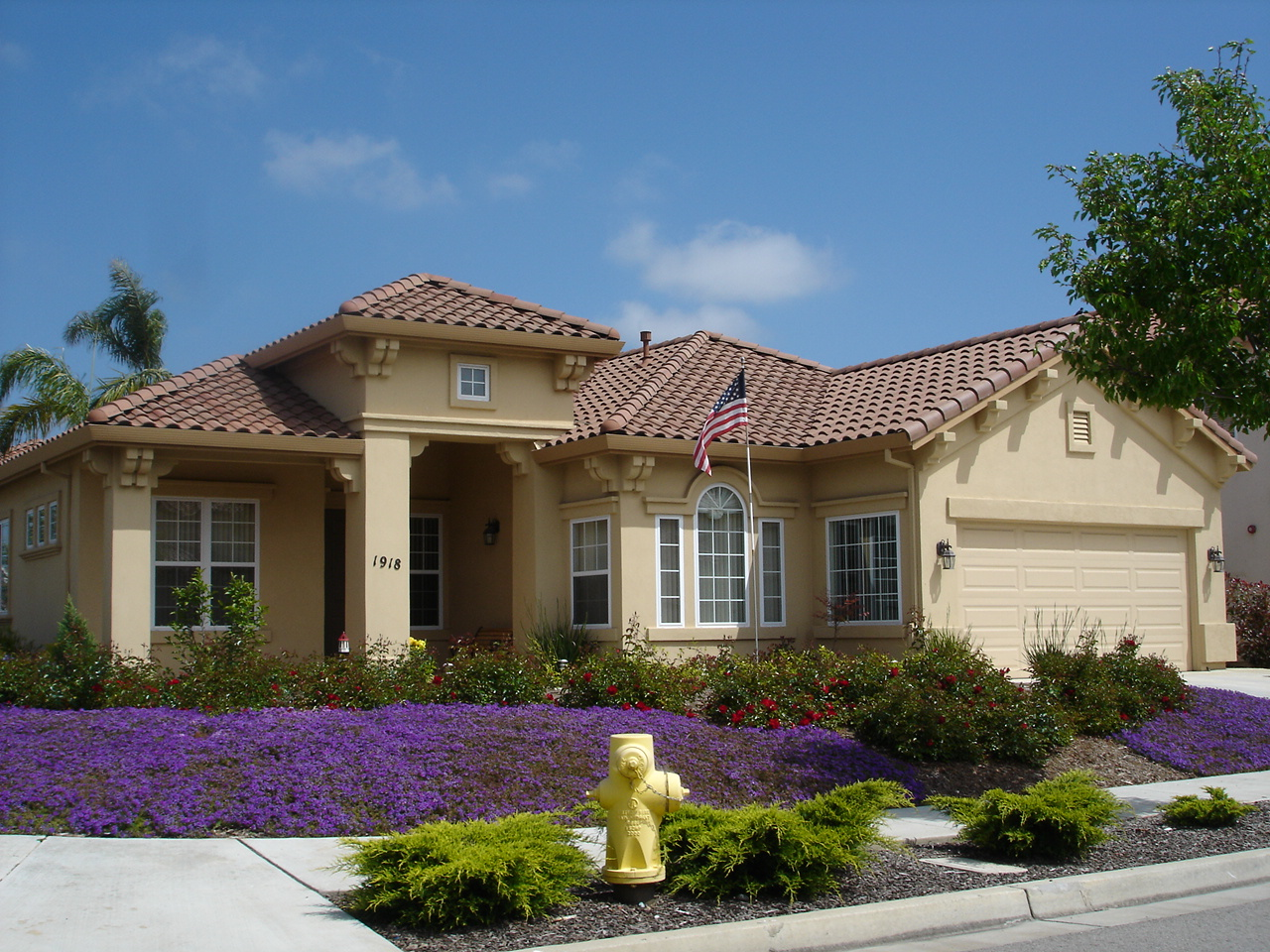
Casă în stil ranch din Salinas
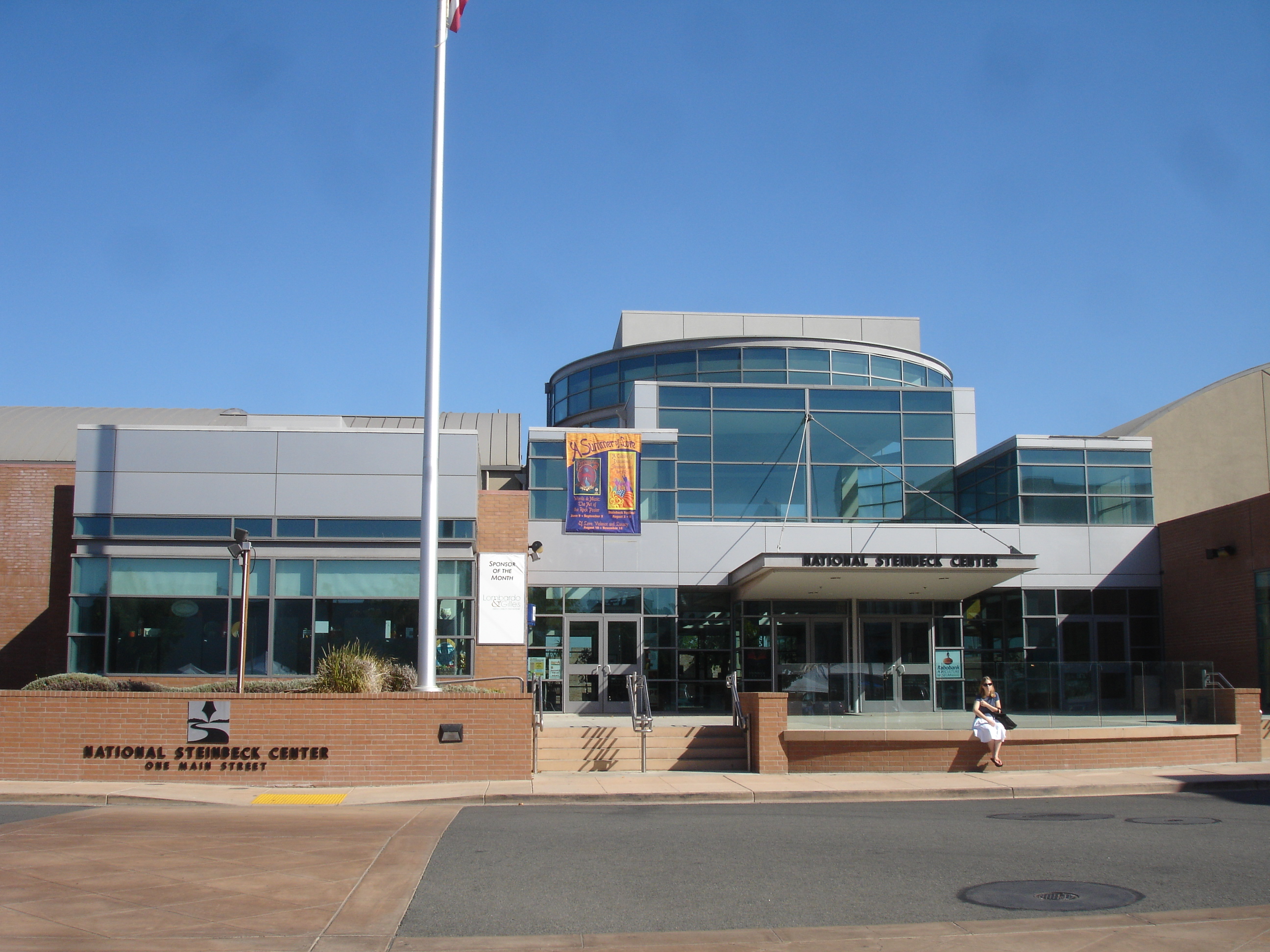
National Steinbeck Center
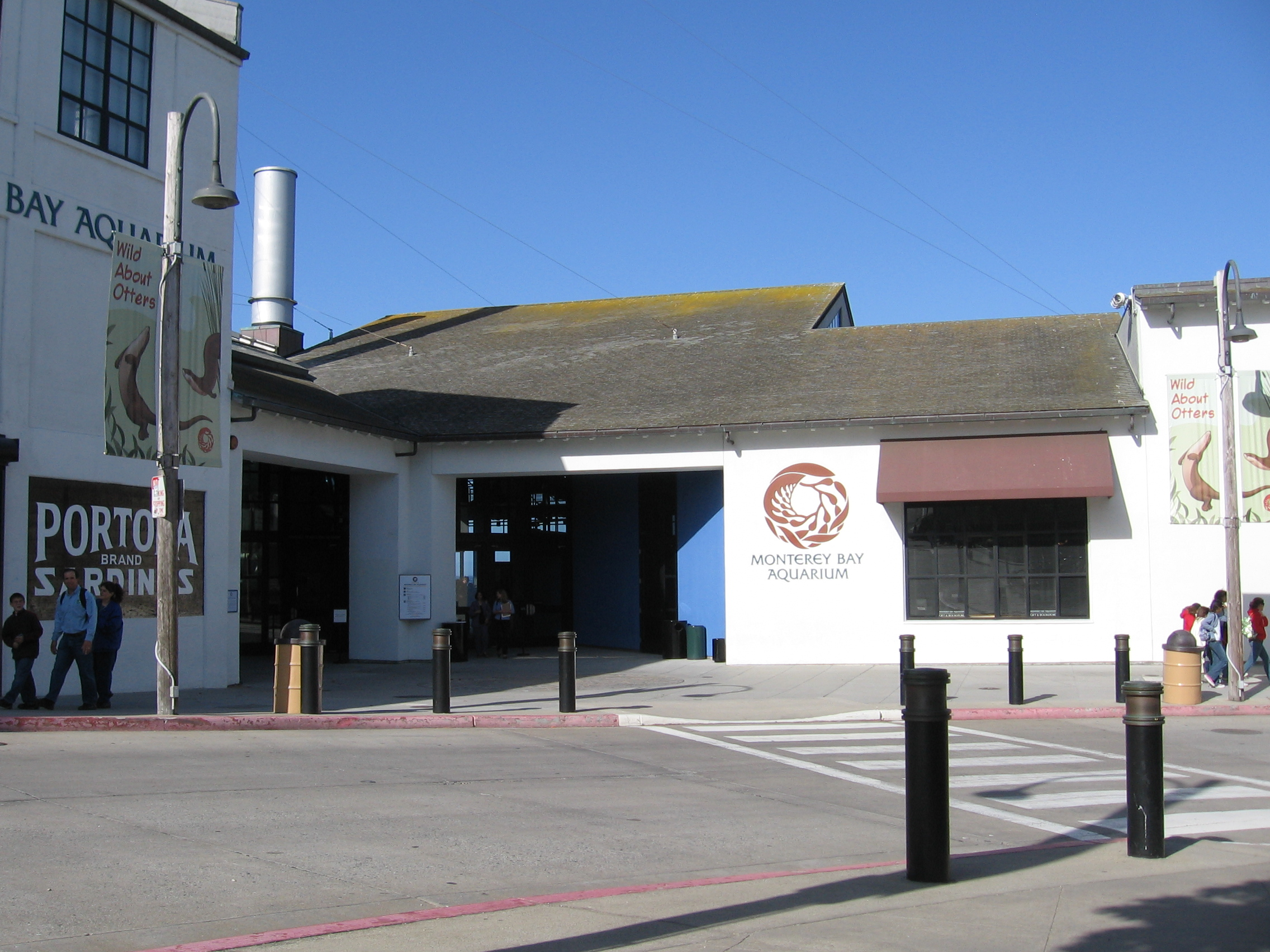
Monterey Bay Aquarium

## Demografie
|  | Graficele sunt indisponibile din cauza unor probleme tehnice. Mai multe informații se găsesc la Phabricator și la wiki-ul MediaWiki. |

Date: Wikidata - grafică realizată de Wikipedia